# نامبرکا
نامبرکا (به اسپانیایی: Nambroca) یک شهرستان در اسپانیا است که در Montes de Toledo واقع شده‌است.

## خصوصیات
نامبرکا ۸۲ کیلومترمربع مساحت و ۳٬۸۳۸ نفر جمعیت دارد و ۶۷۲ متر بالاتر از سطح دریا واقع شده‌است.